# Jay Tibbs
Jay Lindsey Tibbs (né le 4 janvier 1962 à Birmingham (Alabama), Alabama, États-Unis) est un ancien lanceur partant des Ligues majeures de baseball ayant évolué pour quatre équipes entre 1984 et 1990.
Tibbs, un lanceur droitier, fut un choix de deuxième ronde des Mets de New York au repêchage amateur du 3 juin 1980 et paraphe un contrat avec eux trois jours plus tard. Cependant, il ne percera pas dans les majeures avec cette équipe, qui l'abandonnera aux Phillies de Philadelphie en décembre 1983. Retourné aux Mets en mars 1984, il sera finalement échangé le 15 juin 1984 aux Reds de Cincinnati, avec qui il fera ses débuts dans la Ligue nationale le 15 juillet.
Jay Tibbs connait un sommet personnel de 10 victoires en 1985 avec Cincinnati. Il subit cependant 16 défaites et sa moyenne de points mérités s'élève à 3,92. Il passe des Reds aux Expos de Montréal le 19 décembre 1985 en compagnie de Dann Bilardello, Andy McGaffigan et John Stuper, en retour de Bill Gullickson et Sal Butera.
Après deux saisons à Montréal et une fiche globale de 11-14, le lanceur fut cédé aux Orioles de Baltimore le 16 février 1988. Il y conservera un dossier de 11-29 et sera échangé en cours de saison, le 25 juin 1990, aux Pirates de Pittsburgh, avec qui il lancera sept manches en relève et remportera sa dernière victoire dans les majeures.